# Wapen van Fivelingo

Het wapen van Fivelingo

Het wapen van Fivelingo werd op 18 maart 1960 bij koninklijk besluit aan het Groninger waterschap Fivelingo verleend.

## Blazoenering
De blazoenering van het wapen luidt als volgt:
Gevierendeeld; I en IV in zilver een adelaar van keel, gebekt en gepoot van azuur; II en III in sinopel drie golvende dwarsbalken van zilver. Het schild gedekt door een gouden kroon van vijf bladeren.
Het wapen bestaat uit vier delen. De delen een en vier zijn gelijk, zij zijn van zilver met daarop een rode adelaar met blauwe bek en poten. De delen II en III zijn groen met daarop drie zilveren golvende dwarsbalken. Op het wapen een markiezenkroon.

## Geschiedenis
Het landschap Fivelingo gebruikte vanaf het begin van de veertiende eeuw een zegel waarop twee heiligen onder een baldakijn staan afgebeeld; één daarvan stelt Maria voor. Op een latere versie die in 1405 werd gebruikt, kwam onder de beide gestalten een lelie te staan (het embleem van de adellijke familie Snelgera te Appingedam), ten slotte werd dat omstreeks 1427 een schildje met daarop een adelaar. Over de kleuren is niets bekend. In de veertiende eeuw gebruikte men bovendien als contrazegel een ouder stempel met een afbeelding van een bisschop, die mogelijk Liudger voorstelt. In 1579 koos men voor een wapen met een adelaar, zonder kerkelijke symboliek. Dit wapen staat afgebeeld op munten en op het oudste zegelstempel van de Ommelanden. Of er tegelijkertijd nog een nieuw stempel van Fivelingo is gemaakt, valt te betwijfelen. Vermoedelijk maakte men in 1585, toen het landszegel voor Ommelander zaken werd ingezet, gebruik van het oude zegelstempel. Dit is dan ook in de Ommelander archieven bewaard gebleven.
Vanaf 1634 gebruikte het Generale Zijlvest der Drie Delfzijlen een wapen bestaande uit een groen veld, waarin twee zilveren waterstromen liepen. Dit wapen werd later gebruikt door het Winsumer- en Schaphalsterzijlvest en het Aduarderzijlvest, die ieder slechts twee zijlen hadden. In 1663 ontwierp men een nieuw wapen, dat bestond uit een sluis met drie uitstroomopeningen, waarboven een harpij met twee sterren, kennelijk ontleend aan Oost-Friese voorbeelden. Dit wapen is maar weinig gebruikt. Rond 1700 verving men de harpij door een adelaar. Uit de 17e eeuw stamt ook een andere variant, afgebeeld op de provinciekaart van de gebroeders Coenders (1677/78), waarop  arceringen de gewenste kleuren aangeven. Ook zijn er enkele handmatig ingekleurde exemplaren bewaard. Deze variant heeft indirect model gestaan voor het wapen van het waterschap Fivelingo: gevierendeeld met in het eerste en vierde kwartier een rode en goud gekroonde harpij in een zilveren veld en in het tweede en derde kwartier drie golvende waterstromen op een groen veld. Op een herdruk uit 1849 van de provinciekaart van Theodorus Beckeringh (oorspronkelijk 1781) heeft een onbekende tekenaar de rode adelaar van Fivelingo eveneens op een wit veld ingetekend. Deze kleuren gelden daarom als de oorspronkelijke kleuren van het wapen van Fivelingo.

## Trivia
- De adelaar uit het wapen komt terug op Ommelander daalders uit de jaren 1579 tot 1585 in gecombineerde wapenschilden, ook de wapens van andere districten werden afgebeeld.[5]
- Het Wapen van Fivelingo was een herberg annex logement te Loppersum op de hoek van de Wijmers en de Lageweg, afgebroken in 1933. In 1855 werd hier de afdeling 'Loppersum' van de Groninger Maatschappij van Landbouw opgericht. De herberg vormde het eindpunt van de veerverbinding naar Groningen en had een opvallend uithangbord met een fantasiewapen van Fivelingo, dat twee geestelijken toonde.[6]

## Vergelijkbaar wapen

Het wapen van het Generaal Zijlvest der Drie Delfzijlen

Aduarderzijlvest ·
Dollardzijlvest ·
Dorpster zijlvest ·
Duurswold ·
Eemszijlvest ·
Electra ·
Fivelingo ·
Generaal Zijlvest der Drie Delfzijlen ·
Gorecht ·
Havenschap Delfzijl ·
Hoop en Verwachting ·
Hunsingo ·
De Johannes Kerkhoven Polder ·
Oldambt ·
Ommelanderzeedijk ·
Pekel A ·
Reiderland ·
Reiderzijlvest ·
Termunter-Zijlvest ·
Westerkwartier ·
Westerwolde ·
Winsummer en Schaphalster Zijlvest ·